# Paracladopelma nereis
Paracladopelma nereis är en tvåvingeart som först beskrevs av Henry Keith Townes, Jr. 1945.  Paracladopelma nereis ingår i släktet Paracladopelma och familjen fjädermyggor. Inga underarter finns listade i Catalogue of Life.